# Vương Duy
Vương Duy (chữ Hán: 王维; 701 - 761), biểu tự Ma Cật (摩诘), hiệu Ma Cật cư sĩ (摩诘居士), là một nhà thơ, một họa sĩ, một nhạc sĩ, một nhà viết thư pháp và một chính khách nổi tiếng đời Thịnh Đường. Ông là người tinh thông về Phật học và theo trường phái Thiền tông. Trong Phật giáo có Duy Ma Cật kinh, là kinh sách do Duy-ma-cật dùng để giảng dạy cho môn sinh. Do tập trung về Phật giáo, ông được người đời gọi là Thi Phật (詩佛).
Cùng với Thi Tiên Lý Bạch, Thi Thánh Đỗ Phủ và Thi Quỷ Lý Hạ, Vương Duy có biệt danh Thi Phật đã tạo nên hiện tượng Thánh-Tiên-Phật-Quỷ cùng xuất hiện trong giai đoạn cực thịnh của thơ Đường. Ngày nay còn giữ được khoảng 400 bài thơ của ông, với phong cách tinh tế, trang nhã. 

## Tiểu sử
Vương Duy người huyện Kỳ, Tấn Trung, Sơn Tây, Trung Quốc. Ông xuất thân trong gia tộc rất danh giá thời Đường là Thái Nguyên Vương thị. Cha ông là Vương Xử Liêm (王处廉), mẹ là Thôi thị, trong nhà ông là trưởng, sau đó tới Vương Tấn (王缙), cùng 2 em trai và một em gái.
Năm Khai Nguyên thứ 9 (721), thời Đường Huyền Tông, Vương Duy đỗ tiến sĩ, nhận chức quan Đại nhạc thừa, sau phạm điều cấm, bị khiển trách và phải đến Tế Châu làm tham quân. Năm Khai Nguyên thứ 14 (726), ông từ bỏ quan chức, nhưng sau đó lại nhận chức Hữu thập di, thăng tới Giám sát ngự sử. Năm 40 tuổi, được thăng lên Điện trung truyền ngự sử.
Năm Thiên Bảo thứ 14 (755), An Lộc Sơn chiếm Trường An. Vương Duy bị An Lộc Sơn bức bách ra làm quan, nhưng sau không được như ý, ông đã lui về ở tại biệt thự Lam Điền, sáng tác thơ ca để biểu đạt lòng mình. Sau khi An Lộc Sơn thất bại, nhờ có em trai là Vương Tấn khi dó đang giữ chức quan cao nên Vương Duy được miễn tội và được phong chức Thái tử trung doãn, sau thăng tới Thượng thư hữu thừa, vì thế người đời còn gọi ông là Vương hữu thừa (王右丞).

## Bình luận
Vương Duy nổi tiếng không chỉ thi ca mà còn về hội họa. Thi sĩ trứ danh Tô Đông Pha đời Tống khi viết về Vương Duy có câu: "Thưởng thức thơ của Ma Cật, trong thơ có hoạ đồ; ngắm họa đồ của Ma Cật, trong họa đồ có thơ". Ông đặc biệt rất được biết đến trong thể loại sơn thủy thi (山水詩), cùng với Mạnh Hạo Nhiên. Cả hai được gọi chung là Vương Mạnh (王孟). Vào những năm cuối đời, ông chuyên tâm nghiên cứu Phật giáo, và thi ca của ông có phản ánh tính Phật, vì vậy mới gọi ông là Thi Phật.
Ông còn được biết đến về khả năng hội họa, mô tả con người và rừng trúc. Đồng Kỳ Xương đời Minh thì cho Vương Duy là ông tổ của phong cách họa sơn thủy Nam tông (Nam tông họa chi tổ).

## Một số bài thơ tiêu biểu
- Tương tư;

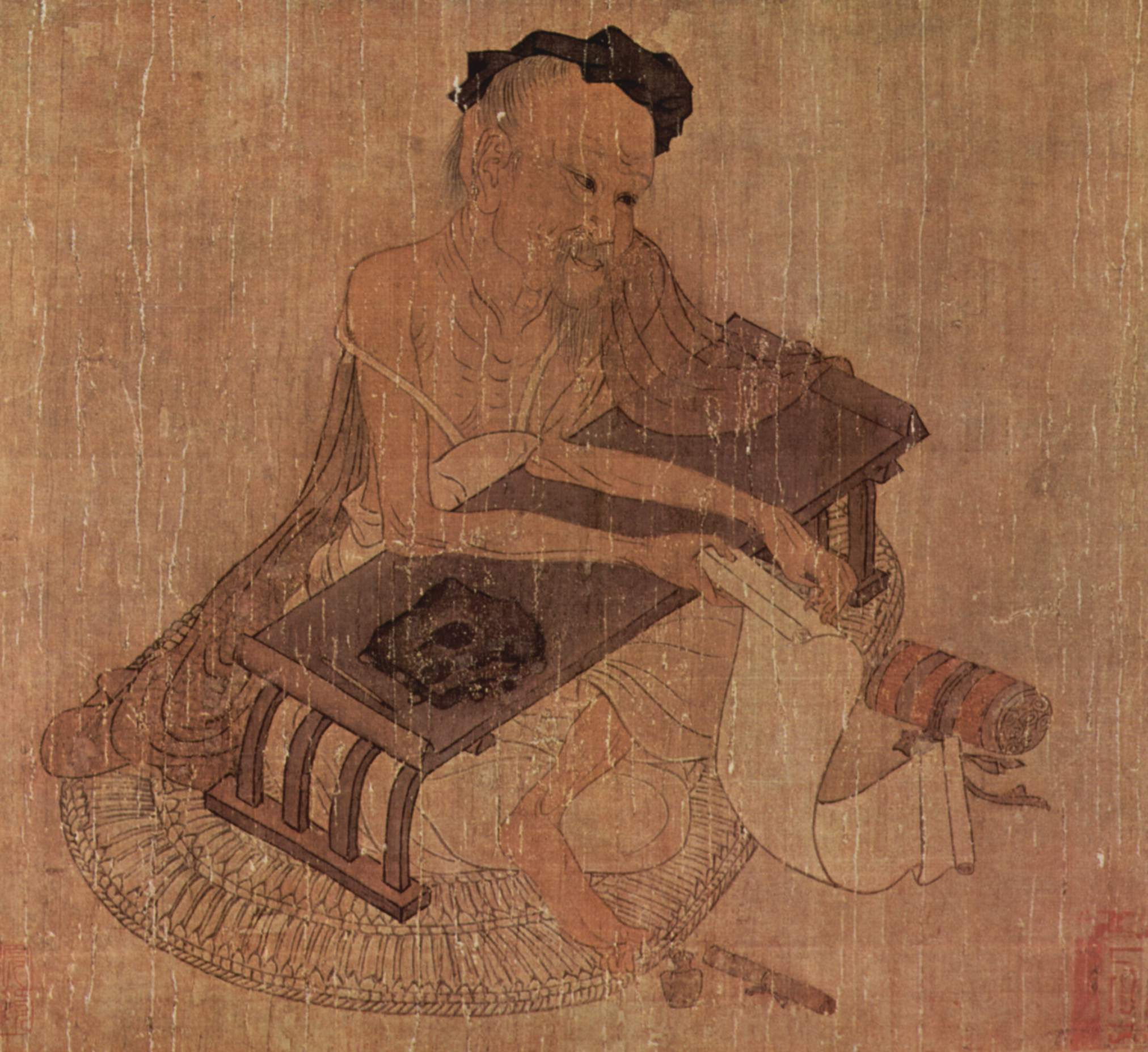
"Phục Sinh thụ kinh đồ" của Vương Duy.

- Tống xuân từ; (là bài thơ của Vương Nhai 王涯 được gán cho Vương Duy!)
- Tống biệt;
- Hỉ đề bàn thạch;
- Mạnh Thành ao;
- Chung Nam biệt nghiệp;
- Điền viên lạc;
- Võng Xuyên biệt nghiệp;
- Quá Lý Tiếp trạch;
- Chước tữu dữ Bùi Địch;

Ông giỏi văn nghệ, ưa tiêu dao, nên tuy làm việc với triều đình nhưng vẫn thích nơi có cảnh quan yên tĩnh. Ông được gần vua, các cận thần và được quý trọng vì am hiểu văn chương nghệ thuật. Song trong lòng đã sẵn hướng về thiên nhiên nên thơ ông tả nhiều thú điền viên sơn thủy. Ông có một trang viên riêng cho mình, ở đó ông gảy đàn, thổi sáo và làm thi phú. Ông để lại khoảng 400 bài thơ, trong đó có những bài thơ thời trẻ, bộc lộ tâm trạng của lớp tri thức có tài có chí không được dùng, sống trong cảnh hàn vi.
Những tháng năm ở biên cương, thơ ông có tình điệu khẳng khái, hiên ngang, đề cao lòng yêu nước, tinh thần hăng hái của những người lính canh giữ biên cương, sẵn lòng vì một triều đại đang mở mang, hướng tới thịnh vượng (Sứ chí tái thượng, Lũng đầu ngâm, Lão tướng hành,...). Thơ ông có một phần nổi bật quan trọng đó là thơ thiên nhiên. Do thú ưa thích một lối sống thanh tao, phong nhã, tâm hồn ông hoà nhập với cảnh sống thanh bình của làng quê yên ấm. Thơ ông miêu tả núi sông hùng vĩ, cảnh làm ruộng, gặt hái, lấy sự chất phác đôn hậu của đời sống dân chúng cần mẫn trên đồng ruộng làm nền. Thơ ông còn đắm trong tư tưởng hỷ xả từ bi của đạo Phật.
Thơ ông được rất nhiều thi sĩ Việt Nam như Tản Đà, Trần Trọng San, Phụng Hà, Trần Nhất Lang, Thái Thanh Nguyên, Trần Ngọc Hưởng, Đinh Vũ Ngọc, Bùi Khánh Đản, Bùi Hạnh Cẩn... dịch lại với nhiều thể lục bát, tứ tuyệt, thất ngôn bát cú.
Dưới đây là bài thơ Tương tư và Sơn cư thu minh, có thể xem là được biết đến nhiều nhất của ông:
| 相思 ... 紅豆生南國， 春來發幾枝。 願君多采擷， 此物最相思。 | Tương tư ... Hồng đậu sinh nam quốc, Xuân lai phát kỷ chi. Nguyện quân đa thái hiệt, Thử vật tối tương tư. | Dịch nghĩa ... Đậu đỏ sinh ở phương nam, Mùa xuân đến, nẩy bao nhiêu cành. Xin chàng hãy hái cho nhiều, Vật ấy rất gợi tình tương tư. |

| 山居秋暝 ... 空山新雨後， 天氣晚來秋。 明月松間照， 清泉石上流。 竹喧歸浣女， 蓮動下漁舟。 隨意春芳歇， 王孫自可留。 | Sơn cư thu minh ... Không sơn tân vũ hậu, Thiên khí vãn lai thu. Minh nguyệt tùng gian chiếu, Thanh tuyền thạch thượng lưu. Trúc huyên quy hoán nữ, Liên động há ngư chu. Tuỳ ý xuân phương yết, Vương tôn tự khả lưu. | Đêm thu ở núi ... Không không toà núi sau trận mưa, Thời tiết ban đêm đến đã là thu rồi. Trăng sáng chiếu qua đám cây tùng, Suối nước xanh chảy trên tảng đá. Nghe có tiếng trúc xào xạc mấy cô giặt áo đi về, Tiếng lá sen xao động có người hạ thuyền xuống. Tuỳ ý, hương xuân đã hết, Các vương tôn muốn ở lại thì tự tiện. |